# Hydrophis gracilis
Hydrophis gracilis är en ormart som beskrevs av Shaw 1802. Hydrophis gracilis ingår i släktet Hydrophis och familjen giftsnokar och underfamiljen havsormar. Inga underarter finns listade i Catalogue of Life.
Arten förekommer vid kustlinjerna i Indiska oceanen och i sydvästra Stilla havet från Pakistan till Vietnam och söderut till norra Australien.